# Важка атлетика на літніх Олімпійських іграх 1896
Змагання з важкої атлетики на перших літніх Олімпійських іграх пройшли 7 квітня 1896 року в Афінах. Загалом було розіграно медалі у двох дисциплінах серед чоловіків. Двоє перших місць на них вибороли одні й ті ж спортсмени, хоча й у різній послідовності. Треті місця на змаганнях розділили між собою грецькі важкоатлети. Всього участь взяло 7 чоловіків з п'яти країн.

## Представництва країн
Загалом у змаганнях в Афінах взяло участь 7 атлетів з 5 країн світу:
- Велика Британія (1)
- Греція (3)
- Данія (1)
- Німеччина (1)
- Угорщина (1)

## Медалі
Міжнародний олімпійський комітет призначив ці медалі спортсменам вже згодом, оскільки на той час переможці отримували у винагороду срібні медалі, а наступні місця не одержували нагород зовсім.
| Дисципліни           | Золото                 | Срібло                 | Бронза                        |
| -------------------- | ---------------------- | ---------------------- | ----------------------------- |
| Поштовх однією рукою | Ланчестон Елліот (GBR) | Вігго Єнсен (DEN)      | Александрос Ніколопулос (GRE) |
| Поштовх двома руками | Вігго Єнсен (DEN)      | Ланчестон Елліот (GBR) | Сотіріос Версіс (GRE)         |

## Залікова таблиця
(Жирним виділено найбільшу кількість медалей певного ґатунку.)
| Місце | Країна          | Золото | Срібло | Бронза | Загалом |
| ----- | --------------- | ------ | ------ | ------ | ------- |
| 1     | Данія           | 1      | 1      | 0      | 2       |
| 1     | Велика Британія | 1      | 1      | 0      | 2       |
| 3     | Греція          | 0      | 0      | 2      | 2       |